# Salvatore Betti

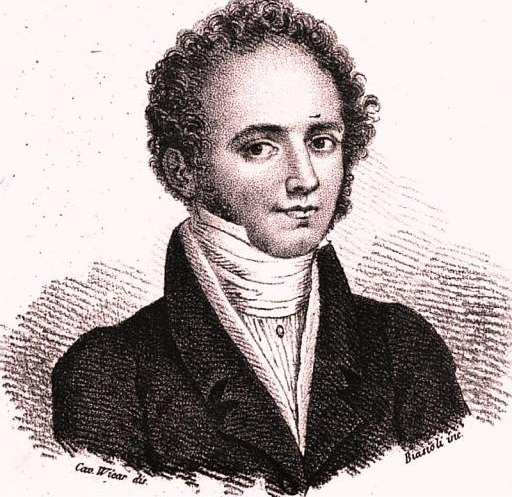
Salvatore Betti.

Salvatore Betti, född den 31 januari 1792 i Rom, död där den 4 oktober 1882, var en italiensk lärd.
Betti var professor i historia och mytologi vid konstakademien San Luca samt president i Accademia antiqvaria i Rom. Hans främsta verk är det på hela den apenninska halvön högt värderade L'illustre Italia. Dialoghi (1841–43), vilket ger karakteristiker av Italiens mest framstående personligheter.